# Austraße (Heilbronn)
Die Austraße liegt in der nördlichen Kernstadt von Heilbronn und wurde nach dem Gewann Au unweit des Neckars benannt, was einst eine Bezeichnung für ein mähbares Wiesenland war und bis zur Neckarsulmer Landwehr verlief.
Die Straße führt vom Industrieplatz aus kommend als Bundesstraße in Richtung Norden, bis sie kurz vor der Kläranlage Eisgiebel eine Gabelung macht. Während die westliche Gabelung in die Kläranlage mündet, wechselt sich der östliche Teil kurz vor der Gemarkungsgrenze mit Neckarsulm zu einer Landesstraße und mündet dort in die bereits zum Nachbarort gehörenden Kanalstraße. Über die Gleise der Frankenbahn verbindet die 1970/71 erbaute Industriebrücke die Austraße mit der Neckarsulmer Straße.

## Bauwerke
- Die ursprünglich evangelische Aukirche an der Nr. 2 wird heute von einer griechisch-orthodoxen Gemeinde genutzt.[4]
- Der Betriebshof des Städtischen Betriebsamts an der Nr. 65 wurde im Jahr 2017 um ein Salzlager und eine Fahrzeughalle erweitert.[5] 2018 erfolgte dort die Inbetriebnahme der hauseigenen Fotovoltaikanlage.[6]
- Im Gewann Eisbiegel an der Nr. 201 befindet sich das Städtische Klärwerk, welches 1936 als erste Methangastankstelle im Deutschen Reich in Betrieb genommen wurde. 1953 folgte dort die biologische Anlage, die man von 1965 bis 1970 ausbaute und an verschiedene Gemeinden im Umland anschloss. Nach grundlegender Erneuerung weihte man die jetzige Kläranlage am 5. Mai 2000 ein.[7] 2020 beschloss man das Klärwerk für 38,5 Mio. Euro innerhalb von 10 Jahren energieautark umzubauen.[8]

### Abgegangene Bauwerke
- Das nach Plänen des Architekten Jakob Saame errichtete Fabrikgebäude an der Hausnummer 25 wurde 1915 für das Unternehmen Joh. Gottf. Goppelt erbaut.[9]
- In der Nr. 50 befand sich die 1993 abgebrochene die Asca-Metallwarenfabrik.[10]